# Jarcia de amarre

Esquema de estachas de amarre de un buque.

En náutica, la jarcia de amarre es el conjunto de cabos y cables empleados en el amarre de un buque. (fr. Amarrage; ing. Mooring; it. Ormeggio; port. Amarração).
1. Largo de proa
2. Través de proa
3. Esprín de proa
4. Esprín de popa (también conocido por codera)
5. Través de popa
6. Largo de popa

Los puntos de fijación en el muelle se denominan: noray o Bolardos 

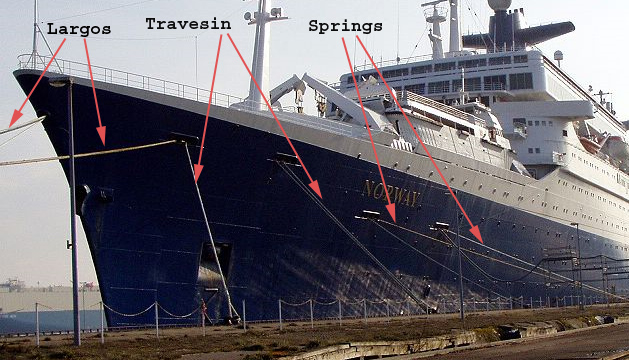
Buque Norway amarrado en el puerto de Bremerhaven, Alemania.

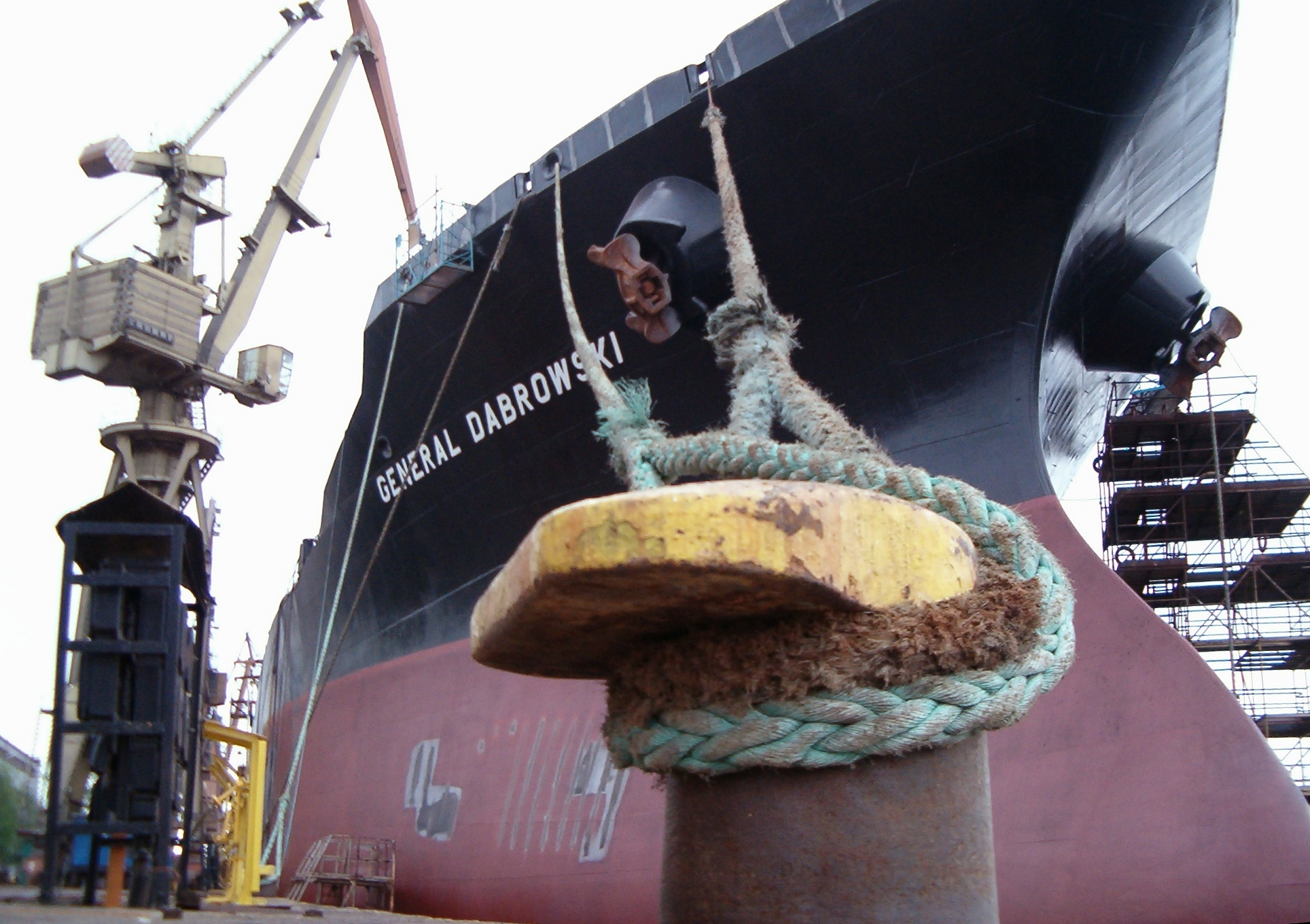
Largos de proa
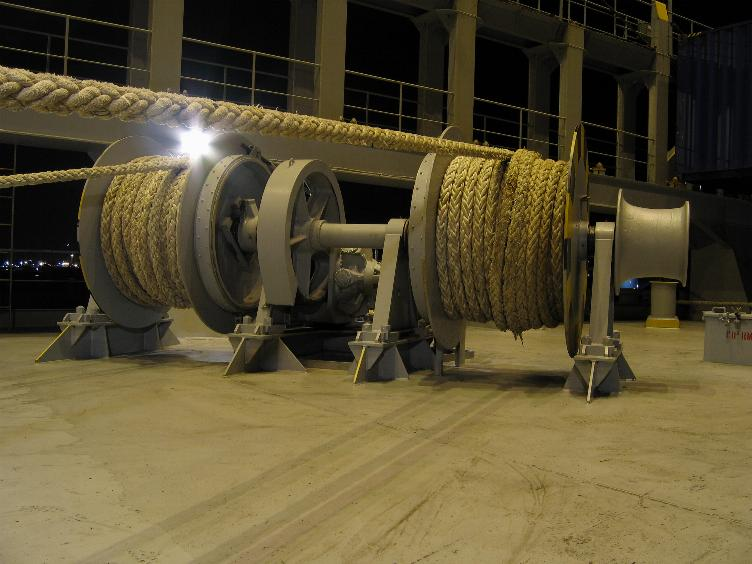
Carreteles para cabos
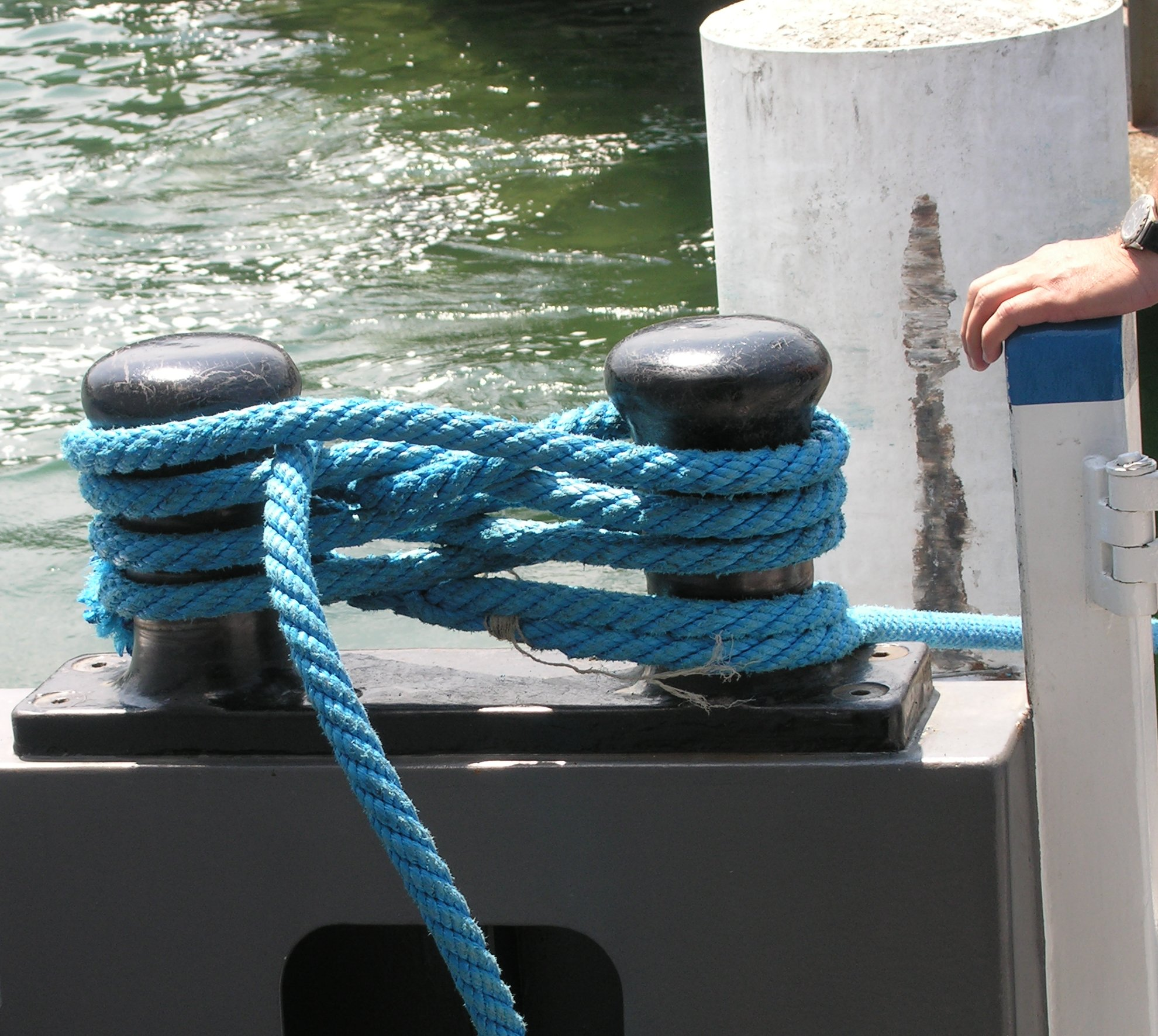
Bita de amarre a bordo
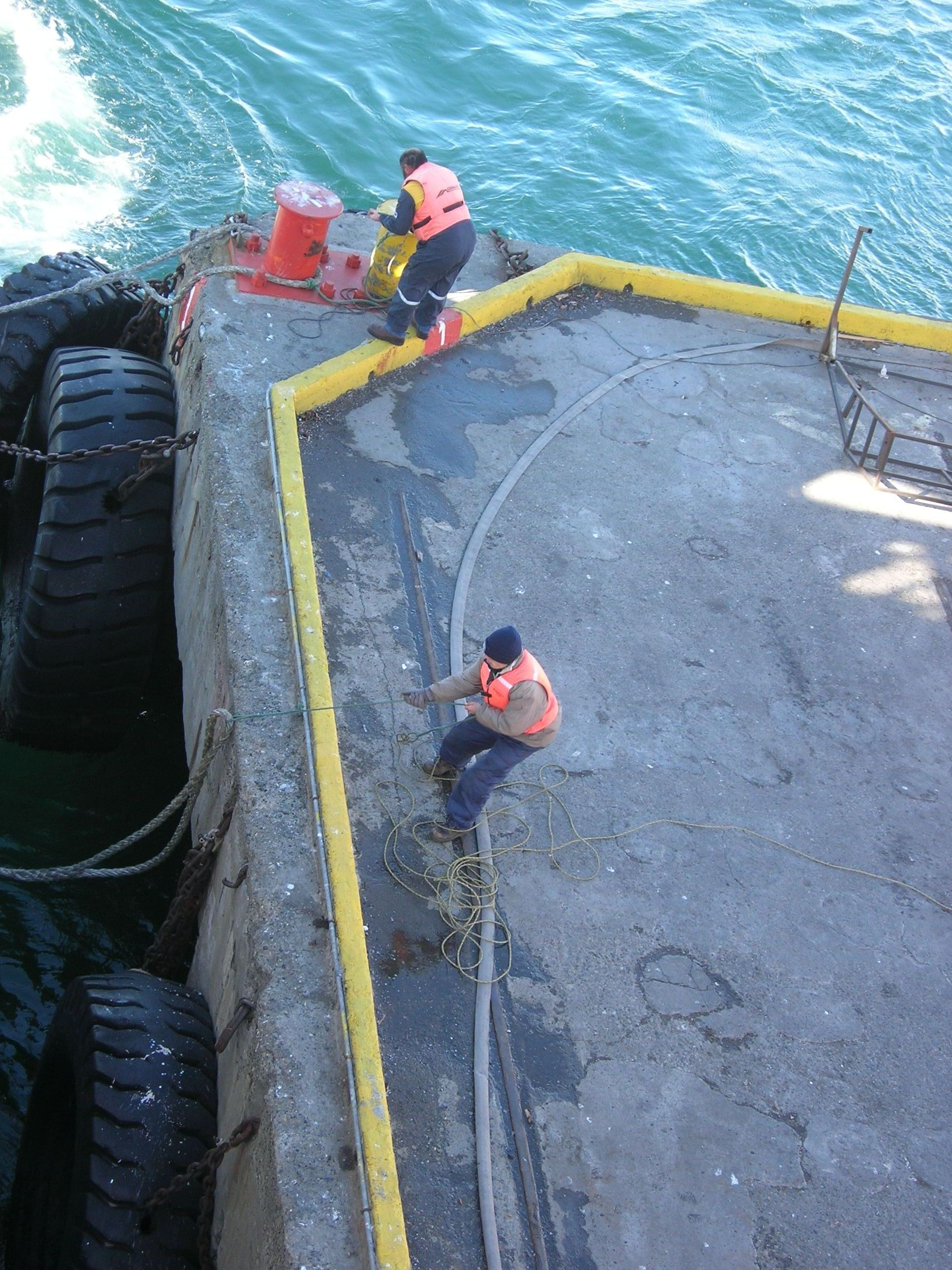
Amarradores en tarea